# Teton County (Idaho)
Teton County is een county in de Amerikaanse staat Idaho.
De county heeft een landoppervlakte van 1.166 km² en telt 5.999 inwoners (volkstelling 2000). De hoofdplaats is Driggs.